# Eriocaulon mangshanense
Eriocaulon mangshanense är en gräsväxtart som beskrevs av W.L.Ma. Eriocaulon mangshanense ingår i släktet Eriocaulon och familjen Eriocaulaceae. Inga underarter finns listade i Catalogue of Life.